# Імені Воровського
імені Воро́вського (рос. имени Воровского) — селище міського типу у складі Богородського міського округу Московської області, Росія.

## Населення
Населення — 5120 осіб (2010; 5347 у 2002).